# Josef Frankenberger
Josef Frankenberger (* 4. Oktober 1943 in Rosenheim) ist ein deutscher Geodät. Er war von 1998 bis 2008 Leiter der Abteilung „Bayerische Vermessungsverwaltung und Informations- und Kommunikationstechnik“ am Bayerischen Staatsministerium der Finanzen. Sein Nachfolger in diesem Amt ist Rainer Bauer.

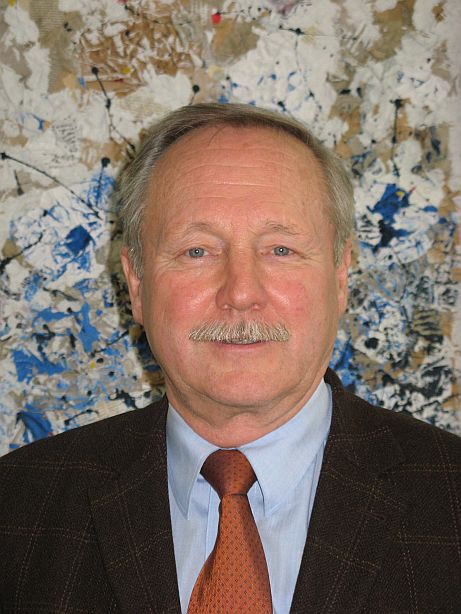
Josef Frankenberger (2008)

## Leben
Frankenberger studierte an den Universitäten: Technische Universität München und Technische Universität Graz von 1965 bis 1970 Geodäsie. Während seiner anschließenden Referendarsausbildung von 1970 bis 1972 wurde er mit der Dissertation zum Thema „Das österreichische Vermessungsgesetz vom 3. Juli 1968 – ein kritischer Vergleich mit den entsprechenden Normen des Vermessungswesens in der Bundesrepublik Deutschland“ promoviert.
Nach mehreren beruflichen Stationen leitete er am Bayerischen Staatsministerium der Finanzen die Referate „Vermessungs- und Katasterangelegenheiten, Gebührenangelegenheiten“ (1981 bis 1983), „Organisation und Technik der Bayerischen Vermessungsverwaltung“ (1983 bis 1989) und „Organisation, Haushalt und Personal der Bayerischen Vermessungsverwaltung“ (1989 bis 1998). 1995 wurde Frankenberger zum Honorarprofessor der TU München ernannt. Ab 1998 leitete er die Abteilung „Bayerische Vermessungsverwaltung und Informations- und Kommunikationstechnik“ am Bayerischen Staatsministerium der Finanzen.
Unter der Leitung Frankenbergers wandelte sich die Bayerische Vermessungsverwaltung zu einer technisch modernen Behörde. Der von ihm geprägte Weg wurde 1996 mit dem Speyer-Preis für eine „höchst effiziente Organisation“ ausgezeichnet. Der „Bayerische Weg im Vermessungswesen“ mit der strikten Trennung zwischen privaten und hoheitlichen Aufgaben wurde unter seiner Führung verabschiedet.
Frankenberger wohnt in Rosenheim.

## Werke
- Das österreichische Vermessungsgesetz vom 3. Juli 1968 – ein kritischer Vergleich mit den entsprechenden Normen des Vermessungswesens in der Bundesrepublik Deutschland, Dissertation, DGK Reihe C, Heft Nr. 183, München 1972
- Modernisierungserfolge von Spitzenverwaltungen: Eine Dokumentation zum 3. Speyerer Qualitätswettbewerb, Raabe, J Stuttgart (1997).
- Das deutsche Vermessungs- und Geoinformationswesen 2010, Klaus Kummer und Josef Frankenberger (Hrsg.), Herbert Wichmann Verlag (2009).

## Auszeichnungen
- 2008: Soldnermedaille
- 2011: Bundesverdienstkreuz am Bande[2]
- 2017: Goldene Bürgermedaille der Stadt Rosenheim